# Meghaduta

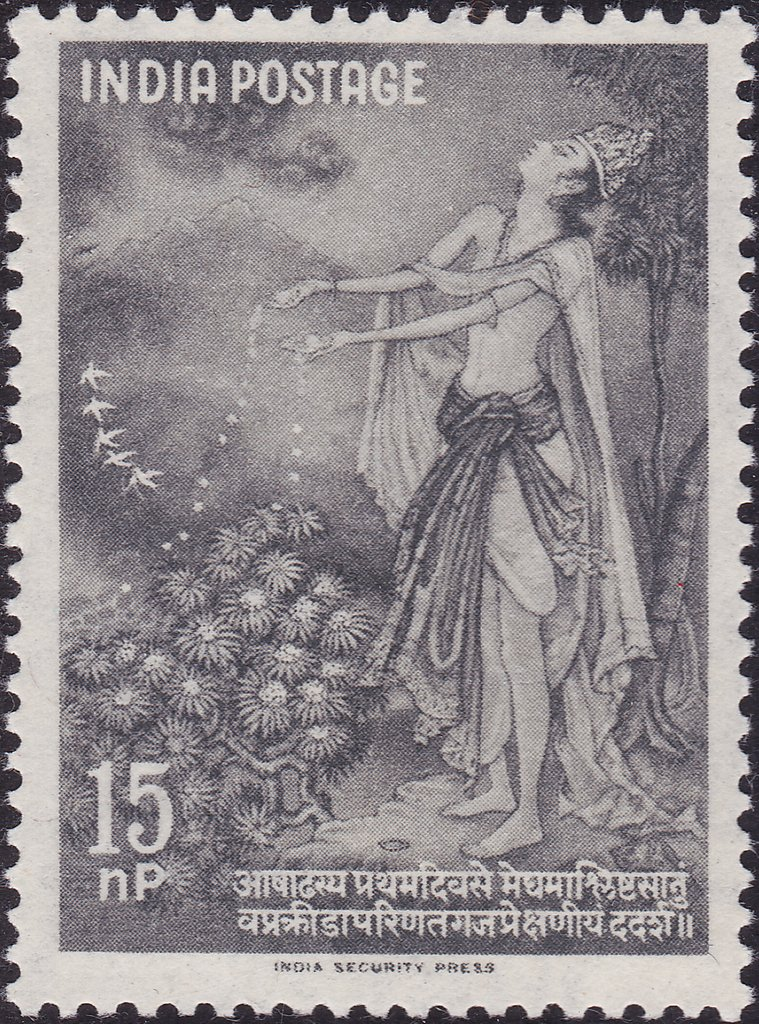
STAP OF INDIA

Le Meghadūta (sanskrit : मेघदूत littéralement « Le Nuage messager ») est un important poème lyrique en sanskrit de Kālidāsa, considéré comme un des plus grands poètes dans cette langue.

## Le poème
Long de 111 stances, c'est une des œuvres les plus célèbres de Kālidāsa. Il est formé de deux parties, le Purvamegh et l’Uttaramegh. Il raconte comment un yakṣa sujet du roi Kubera (le dieu de la richesse), exilé pour un an en Inde centrale pour avoir négligé ses obligations, convainc un nuage qui passe de transmettre un message à son épouse restée à Alaka (en), sur le Mont Kailash (dans l'Himalaya). Le yakṣa y parvient en décrivant au nuage toutes les belles choses qu'il va voir durant son trajet vers le nord.
Le thème du Meghaduta est à l'origine de tout un genre littéraire en sanskrit, le Sandesa Kavya, ou poème de messager. La plupart des poèmes de messager prennent modèle sur le Meghaduta (et ils sont souvent écrits dans le même mètre poétique, le mandākrāntā). C'est le cas par exemple de l’Hamsa-Sandesha, où Râma demande à un hamsa (oiseau mythique) de porter un message à son épouse Sītā, prisonnière au Sri Lanka, en lui décrivant les étapes de son trajet.
En 1813, le Meghaduta a été traduit en anglais par Horace Hayman Wilson. Depuis lors, il a été traduit dans de nombreuses autres langues, par exemple en bengali par Jogindranath Majumdar en 1969 (en conservant son mètre le mandākrāntā). Comme les autres œuvres majeures de la littérature sanskrite, il a été l'objet d'un commentaire de Mallinātha (en) (XIVe ou XVe siècle).

## Influence récente
Les scènes du Meghadūta ont été une riche source d'inspirations pour beaucoup d'artistes, par exemple pour les aquarelles de Nana Joshi en 1979.
En occident, le poème a inspiré le compositeur Gustav Holst pour The Cloud Messenger Op. 30 (1909–10). Un extrait en est aussi cité dans le film de la canadienne Deepa Mehta, Water (2005).

## Éditions
- (sa + en) Horace Hayman Wilson, The Mégha Dúta, Or, Cloud Messenger: A Poem, in the Sanscrit Language, Calcutta, College of Fort William, 1813 (lire en ligne). 2nd ed 1843 Introduction, texte avec traduction anglaise en vers et notes de bas de page.
- (sa + la) Kalidasae Meghaduta et Cringaratilaka ex recensione: additum est glossarium, H.B. König, 1841 (lire en ligne).  Texte sanskrit, avec une introduction et des notes en latin.
- (sa + en) The Megha-dūta, Trübner & co., 1867, 3e éd. (lire en ligne) Texte sanskrit, traduction anglaise et notes séparées plus complètes.
- (en) Colonel H. A. Ouvry, The Megha dūta: or, Cloud messenger, Williams and Norgate (en), 1868 (lire en ligne) . Traduction en prose.
- (de) Ludwig Fritze, Meghaduta, E. Schmeitzner, 1879 (lire en ligne). Traduction allemande.
- (sa + en) The Megha duta; or, Cloud messenger: a poem, in the Sanscrit language, Upendra Lal Das, 1890 (lire en ligne). Traduction de Hayman avec des notes et le texte en sanskrit.
- (sa + en) Exhaustive notes on the Meghaduta, Bombay, D.V. Sadhale & Co., 1895 (lire en ligne) . Texte avec le commentaire de Mallinātha (en). Sections séparées pour la traduction anglaise, explication du sanskrit et d'autres notes.
- (sa) Eugen Hultzsch, Kalidasa's Meghaduta: Edited from manuscripts With the Commentary of Vallabhadeva and Provided With a Complete Sanskrit-English Vocabulary, Royal Asiatic society, London, 1911 (lire en ligne)
- (sa) T. Ganapati Sastri (en), Meghaduta with the commentary of Daksinavartanatha, 1919 (lire en ligne)
- (sa + hi) Meghadutam of mahakavi Kalidasa, chowkhmba vidybhavan varanasi-1, 1964. Texte sanskrit avec commentaires en sanskrit et en hindi par Sri sesaraj Sarma Regmi (professeur du département népalais à l'Université hindoue de Bénarès).
- (sa + fr) Meghadūta (le Nuage messager), poème élégiaque de Kālidāsa, Les Belles Lettres, 1967. Traductions et notes de R. H. Assier de Pompignan.
- (en) Messenger Poems (Meghadūta, Pavanadūta and Haṃsadūta) par Kālidāsa, Dhoyī et Rūpa Gosvāmin (en). 293 pp, Sir James Mallinson, 2006,  (ISBN 0-8147-5714-6) (publication Clay Sanskrit Library (en))